# 에치고이와쓰카역
에치고이와쓰카역(일본어: 越後岩塚駅)은 일본 니가타현 나가오카시에 있는, 동일본 여객철도의 철도역이다. 신에쓰 본선이 지나간다.

## 역 구조
상대식 2면 2선 구조의 지상역이다. 양쪽 승강장은 과선교로 이어져 있다. 무인역으로, 역사에는 맞이방과 자동발권기가 있다.

### 승강장
| (서쪽) | ■ 신에쓰 본선 | 나가오카 · 니가타 방면     |
| (동쪽) | ■ 신에쓰 본선 | 가시와자키 · 나오에쓰 방면 |

## 역세권 정보
- 호토쿠산이나리타이샤 - 신토 신사
- 이와쓰카 우체국

## 역사
- 1945년 6월 1일 - 운수성 (일본국유철도의 전신) 신에쓰 본선의 쓰카야마 역과 라이코지 역 사이에 새로이 개업했다.
- 1987년 4월 1일 - 민영화에 따라 동일본 여객철도의 소속이 되었다.

## 인접역
| 동일본 여객철도 신에쓰 본선 | 동일본 여객철도 신에쓰 본선 | 동일본 여객철도 신에쓰 본선 |
| --------------------------- | --------------------------- | --------------------------- |
| 쓰카야마 나오에쓰 방면      | ■ 보통                      | 라이코지 니가타 방면        |